# Euspilotus brevicollis
Euspilotus brevicollis är en skalbaggsart som först beskrevs av Thomas Casey 1916.  Euspilotus brevicollis ingår i släktet Euspilotus och familjen stumpbaggar. Inga underarter finns listade i Catalogue of Life.